# Austrobuxus
Austrobuxus là một chi thực vật có hoa trong họ Picrodendraceae.

## Loài
Chi Austrobuxus gồm các loài: